# العلاقات الصربية القرغيزستانية
العلاقات الصربية القيرغيزستانية هي العلاقات الثنائية التي تجمع بين صربيا وقيرغيزستان.

## مقارنة بين البلدين
هذه مقارنة عامة ومرجعية للدولتين:
| وجه المقارنة                                              | صربيا                                                      | قيرغيزستان                      |
| --------------------------------------------------------- | ---------------------------------------------------------- | ------------------------------- |
| المساحة (كم2)                                             | 88.36 ألف                                                  | 199.95 ألف                      |
| عدد السكان (نسمة)                                         | 7.02 مليون                                                 | 6.20 مليون                      |
| الكثافة السكانية (ن./كم²)                                 | 79.45                                                      | 31.01                           |
| العاصمة                                                   | بلغراد                                                     | بيشكك                           |
| اللغة الرسمية                                             | اللغة الصربية                                              | اللغة الروسية، اللغة القيرغيزية |
| العملة                                                    | دينار صربي                                                 | سوم قيرغيزستاني                 |
| الناتج المحلي الإجمالي (بليون دولار)                      | 41.43 مليار                                                | 7.56 مليار                      |
| الناتج المحلي الإجمالي (تعادل القوة الشرائية) بليون دولار | 100.13 مليار                                               | 20.45 مليار                     |
| الناتج المحلي الإجمالي الاسمي للفرد دولار أمريكي          | 5.24 ألف                                                   | 1.10 ألف                        |
| الناتج المحلي الإجمالي للفرد دولار أمريكي                 | 13.59 ألف                                                  |                                 |
| مؤشر التنمية البشرية                                      | 0.771                                                      | 0.655                           |
| رمز المكالمات الدولي                                      | +381                                                       | +996                            |
| رمز الإنترنت                                              | .rs، .срб ‏                                                 | .kg                             |
| المنطقة الزمنية                                           | توقيت وسط أوروبا، ت ع م+01:00، ت ع م+02:00، أوروبا/بلغراد ‏ | ت ع م+06:00                     |

## منظمات دولية مشتركة
يشترك البلدان في عضوية مجموعة من المنظمات الدولية، منها:
| علم المنظمة | اسم المنظمة                        | تاريخ انضمام صربيا | تاريخ انضمام قيرغيزستان |
| ----------- | ---------------------------------- | ------------------ | ----------------------- |
|             | مؤسسة التنمية الدولية              | 25 فبراير 1993     | 24 سبتمبر 1992          |
|             | يونسكو                             | 20 ديسمبر 2000     | 2 يونيو 1992            |
|             | وكالة ضمان الاستثمار متعدد الأطراف | 19 مارس 1993       | 21 سبتمبر 1993          |
|             | الأمم المتحدة                      | 1 نوفمبر 2000      | 2 مارس 1992             |
|             | الاتحاد البريدي العالمي            | ?                  | ?                       |
|             | البنك الدولي للإنشاء والتعمير      | 25 فبراير 1993     | 18 سبتمبر 1992          |
|             | الاتحاد الدولي للاتصالات           | 1 يونيو 2001       | 20 يناير 1994           |
|             | منظمة حظر الأسلحة الكيميائية       | ?                  | ?                       |
|             | مؤسسة التمويل الدولية              | 25 فبراير 1993     | 11 فبراير 1993          |
|             | منظمة الشرطة الجنائية الدولية      | ?                  | ?                       |
|             | منظمة الأمن والتعاون في أوروبا     | 3 يونيو 2006       | 30 يناير 1992           |

## وصلات خارجية
- موقع وزارة الخارجية الصربية
- موقع وزارة الخارجية القيرغيزستانية